# Liste der Baudenkmale in Vehs
In der Liste der Baudenkmale in Vehs sind die Baudenkmale der niedersächsischen Ortschaft Vehs der Gemeinde Badbergen aufgelistet. Die übrigen Ortsteile sind in eigenständigen Listen aufgeführt.
Die Quelle der Baudenkmale ist der Denkmalatlas Niedersachsen. Der Stand der Liste ist der 10. Dezember 2024.

## Allgemein
In den Spalten befinden sich folgende Informationen:
- Lage: die Adresse des Baudenkmales und die geographischen Koordinaten. Kartenansicht, um Koordinaten zu setzen. In der Kartenansicht sind Baudenkmale ohne Koordinaten mit einem roten Marker dargestellt und können in der Karte gesetzt werden. Baudenkmale ohne Bild sind mit einem blauen Marker gekennzeichnet, Baudenkmale mit Bild mit einem grünen Marker.
- Bezeichnung: Bezeichnung des Baudenkmales
- Beschreibung: die Beschreibung des Baudenkmales. Unter § 3 Abs. 2 NDSchG werden Einzeldenkmale und unter § 3 Abs. 3 NDSchG Gruppen baulicher Anlagen und deren Bestandteile ausgewiesen.
- ID: die Objekt-ID des Baudenkmales
- Bild: ein Bild des Baudenkmales, ggf. zusätzlich mit einem Link zu weiteren Fotos des Baudenkmals im Medienarchiv Wikimedia Commons. Wenn man auf das Kamerasymbol klickt, können Fotos zu Baudenkmalen aus dieser Liste hochgeladen werden:

## Vehs

### Gruppe: Hof Nehmelmann
Die Gruppe „Hof Nehmelmann“ ist eine mehrseitige geschlossene Hofanlage mit umgebenden Baumbestand. Die Gruppe hat die ID 45221516.

| Lage                                     | Bezeichnung              | Beschreibung | ID       | Bild |
| ---------------------------------------- | ------------------------ | --- | -------- | ---- |
| Burgstraße 2 52° 37′ 32″ N, 7° 56′ 59″ O | Wohn-/Wirtschaftsgebäude | Das massive Hallenhaus wurde 1856 unter einem Satteldach errichtet. Die Wände wurden in Backsteinbauweise umgebaut. | 45221567 | BW   |
| Burgstraße 2 52° 37′ 33″ N, 7° 57′ 0″ O  | Scheune                  | Die Fachwerkscheune steht unter einem Satteldach.                                                                   | 45221611 | BW   |
| Burgstraße 2 52° 37′ 32″ N, 7° 57′ 1″ O  | Scheune                  | Die Fachwerkscheune von 1858 steht unter einem Satteldach.                                                          | 45221633 | BW   |
| Burgstraße 2 52° 37′ 33″ N, 7° 57′ 1″ O  | Scheune                  | Die Fachwerkscheune mit Tordurchfahrt steht unter einem Satteldach.                                                 | 45221655 | BW   |
| Burgstraße 2 52° 37′ 33″ N, 7° 56′ 59″ O | Stall                    | Das Fachwerkgebäude in der Nutzung eines Schweinestalls steht unter einem Satteldach.                               | 45221680 | BW   |
| Burgstraße 2 52° 37′ 31″ N, 7° 56′ 57″ O | Stall                    | Das massive Backsteingebäude aus der Zeit um 1950 in der Nutzung eines Hühnerstalls steht unter einem Satteldach.   | 48921383 | BW   |
| Burgstraße 2 52° 37′ 31″ N, 7° 56′ 57″ O | Nebengebäude             | Das Fachwerkgebäude aus der Zeit um 1900 unter einem Walmdach wird als Schuppen genutzt.                            | 48921465 | BW   |

### Gruppe: Hof Budke
Die Gruppe „Hof Budke“ ist eine mehrseitige geschlossene Hofanlage mit hohem Baumbestand. Die Gruppe hat die ID 45220926.

| Lage                                         | Bezeichnung              | Beschreibung | ID       | Bild |
| -------------------------------------------- | ------------------------ | --- | -------- | ---- |
| Bekefords Damm 1 52° 38′ 10″ N, 7° 56′ 15″ O | Wohn-/Wirtschaftsgebäude | Das Zweiständer-Hallenhaus wurde 1823 unter einem Satteldach errichtet. Wohn- und Wirtschaftsgiebel kragen jeweils dreifach vor.                              | 35468167 | BW   |
| Bekefords Damm 1 52° 38′ 9″ N, 7° 56′ 15″ O  | Scheune                  | Die Fachwerkscheune mit Tordurchfahrt und zwei Querdurchfahrten wurde 1826 errichtet und 1862 umgebaut. Beide Giebel kragen zweifach vor.                     | 45221008 | BW   |
| Bekefords Damm 1 52° 38′ 9″ N, 7° 56′ 14″ O  | Stall                    | 1879 wurde der Fachwerkstall unter einem Satteldach errichtet. Beide Giebel kragen zweifach vor.                                                              | 45221084 | BW   |
| Bekefords Damm 1 52° 38′ 11″ N, 7° 56′ 14″ O | Speicher                 | Das zweigeschossige Fachwerkgebäude wurde 1736 unter einem Satteldach errichtet. Ein Giebel kragt zweifach vor. Der andere Giebel steht unter einem Pultdach. | 45220976 | BW   |
| Bekefords Damm 1 52° 38′ 10″ N, 7° 56′ 13″ O | Backhaus                 | Das eingeschossige Fachwerkgebäude wurde 1769 unter einem Satteldach errichtet. Der Backofen wurde entfernt.                                                  | 45220950 | BW   |
| Bekefords Damm 1 52° 38′ 9″ N, 7° 56′ 15″ O  | Wagenschauer/Remise      | Das Fachwerkgebäude mit sechs Quereinfahrten wurde um 1900 errichtet.                                                                                         | 45221048 | BW   |
| Bekefords Damm 1 52° 38′ 10″ N, 7° 56′ 13″ O | Nebengebäude             | Der Fachwerkschuppen mit zwei Einfahrten steht unter einem Satteldach.                                                                                        | 45221115 | BW   |

### Gruppe: Hof Einhaus, ehemals Lüdeling
Die Gruppe „Hof Einhaus, ehemals Lüdeling“ ist eine mehrseitige geschlossene Hofanlage von 1765 mit altem Baumbestand und Eibengarten. Die Gruppe hat die ID 48894378.

| Lage                                         | Bezeichnung              | Beschreibung | ID       | Bild |
| -------------------------------------------- | ------------------------ | --- | -------- | ---- |
| Bekefords Damm 7 52° 38′ 38″ N, 7° 56′ 15″ O | Wohn-/Wirtschaftsgebäude | Das Zweiständer-Hallenhaus wurde 1765 unter einem Satteldach errichtet und 1826 hierher versetzt. Wohn- und Wirtschaftsgiebel kragen jeweils dreifach vor. | 45221217 | BW   |
| Bekefords Damm 7 52° 38′ 37″ N, 7° 55′ 32″ O | Scheune                  | Die Fachwerkscheune mit Querdurchfahrt wurde 1827 errichtet.                                                                                               | 48894402 | BW   |
| Bekefords Damm 7 52° 38′ 37″ N, 7° 55′ 31″ O | Wagenschauer/Remise      | Der Wagenschauer mit drei Quereinfahrten und einem Fachwerkstall wurde 1832 errichtet. Das Gebäude steht unter einem Satteldach.                           | 49089564 | BW   |
| Bekefords Damm 7 52° 38′ 37″ N, 7° 55′ 29″ O | Backhaus                 | Das Fachwerkgebäude wurde 1826 unter einem Satteldach errichtet. Beide Giebel kragen zweifach vor. Der Backofen wurde entfernt.                            | 49089564 | BW   |
| Bekefords Damm 7 52° 38′ 37″ N, 7° 55′ 29″ O | Nebengebäude             | Der Fachwerkschuppen unter einem Satteldach wurde 1826 errichtet.                                                                                          | 49089693 | BW   |

### Gruppe: Hof Küst
Die Gruppe „Hof Küst“ ist eine dreiseitige Hofanlage mit hohem Baumbestand und Eibengarten. Die Gruppe hat die ID 45221744.

| Lage                                           | Bezeichnung              | Beschreibung | ID       | Bild |
| ---------------------------------------------- | ------------------------ | --- | -------- | ---- |
| Große Eschstraße 2 52° 38′ 26″ N, 7° 56′ 17″ O | Wohn-/Wirtschaftsgebäude | Das Zweiständer-Hallenhaus wurde 1868 unter einem Satteldach errichtet.                                                                               | 45221799 | BW   |
| Große Eschstraße 2 52° 38′ 26″ N, 7° 56′ 18″ O | Scheune                  | Die Fachwerkscheune mit drei Querdurchfahrten wurde 1872 unter einem Satteldach errichtet.                                                            | 45221830 | BW   |
| Große Eschstraße 2 52° 38′ 27″ N, 7° 56′ 16″ O | Stall                    | Der Fachwerkstall steht unter einem Satteldach. | 45221853 | BW   |
| Große Eschstraße 2 52° 38′ 27″ N, 7° 56′ 19″ O | Wagenschauer/Remise      | Der Wagenschauer ist in Fachwerkbauweise ausgeführt worden.                                                                                           | 45221853 | BW   |
| Große Eschstraße 2 52° 38′ 26″ N, 7° 56′ 15″ O | Nebengebäude             | Der Fachwerkschuppen wurde teilweise zu einer Wohnung umgebaut. Wegen der Veränderungen wurde das Gebäude 2017 aus dem Denkmalverzeichnis gestrichen. | 45221853 | BW   |

### Gruppe: Hof Borcherding
Die Gruppe „Hof Borcherding“ ist eine mehrseitige geschlossene Hofanlage mit hohem Baumbestand. Die Gruppe hat die ID 45222123.

| Lage                                       | Bezeichnung              | Beschreibung                                                                              | ID       | Bild |
| ------------------------------------------ | ------------------------ | ----------------------------------------------------------------------------------------- | -------- | ---- |
| In der Riepe 2 52° 38′ 24″ N, 7° 55′ 52″ O | Wohn-/Wirtschaftsgebäude | Das Zweiständer-Hallenhaus wurde 1768 unter einem Satteldach errichtet und 1932 umgebaut. | 45222168 | BW   |
| In der Riepe 2 52° 38′ 23″ N, 7° 55′ 51″ O | Scheune                  | Die Fachwerkscheune steht unter einem Satteldach.                                         | 45222206 | BW   |
| In der Riepe 2 52° 38′ 23″ N, 7° 55′ 52″ O | Scheune                  | Die Fachwerkscheune steht unter einem Satteldach.                                         | 45222300 | BW   |
| In der Riepe 2 52° 38′ 23″ N, 7° 55′ 52″ O | Stall                    | Der Fachwerkstall steht unter einem Satteldach.                                           | 45222535 | BW   |
| In der Riepe 2 52° 38′ 23″ N, 7° 55′ 53″ O | Stall                    | Der Fachwerkstall steht unter einem Satteldach.                                           | 45222662 | BW   |

### Gruppe: Hof Stichtmann
Die Gruppe „Hof Stichtmann“ ist eine offene Hofanlage mit hohem Baumbestand. Die Gruppe hat die ID 45222999.

| Lage                                           | Bezeichnung              | Beschreibung | ID       | Bild |
| ---------------------------------------------- | ------------------------ | --- | -------- | ---- |
| Vehser Damm 5, 5a 52° 37′ 43″ N, 7° 56′ 28″ O  | Wohn-/Wirtschaftsgebäude | Das Zweiständer-Hallenhaus wurde 1748 unter einem Satteldach errichtet. Der Wirtschaftsgiebel kragt dreifach vor.                     | 45223015 | BW   |
| Vehser Damm 5b, 5c 52° 37′ 44″ N, 7° 56′ 31″ O | Scheune                  | Die Fachwerkscheune aus dem 18. Jahrhundert mit zwei Querdurchfahrten steht unter einem Satteldach. Beide Giebel kragen zweifach vor. | 45223049 | BW   |
| Vehser Damm 5 52° 37′ 44″ N, 7° 56′ 29″ O      | Stall                    | Die Fachwerkscheune aus dem 18. Jahrhundert mit zwei Querdurchfahrten steht unter einem Satteldach. Beide Giebel kragen zweifach vor. | 45223080 | BW   |
| Vehser Damm 5 52° 37′ 43″ N, 7° 56′ 30″ O      | Wagenschauer/Remise      | Die Fachwerkkonstruktion des Wagenschauers steht unter einem Pultdach.                                                                | 45223103 | BW   |
| Vehser Damm 5 52° 37′ 43″ N, 7° 56′ 29″ O      | Nebengebäude             | der Backsteinbau steht unter einem Pultdach.                                                                                          | 45223124 | BW   |

### Gruppe: Hof Elting
Die Gruppe „Hof Elting“ (Elting-Bußmeyer) ist eine mehrseitige, umschlossene Hofanlage mit hohem Baumbestand und einem großen Artländer Bauerngarten. Die Gruppe hat die ID 45223185. Heute befindet sich auf dem Gelände ein Pferdezuchtmuseum. Es werden Hof- und Gartenführungen angeboten.

| Lage                                        | Bezeichnung              | Beschreibung | ID       | Bild |
| ------------------------------------------- | ------------------------ | --- | -------- | ---- |
| Vehser Straße 7 52° 37′ 57″ N, 7° 56′ 59″ O | Wohn-/Wirtschaftsgebäude | Das Zweiständer-Hallenhaus wurde 1744 unter einem Satteldach errichtet. Wohn- und Wirtschaftsgiebel kragen jeweils dreifach vor. | 45223272 |      |
| Vehser Straße 7 52° 37′ 57″ N, 7° 56′ 57″ O | Scheune                  | Die Fachwerkscheune mit zwei Querdurchfahrten wurde 1748 unter einem Satteldach errichtet und 1907 umgebaut. Der eine Giebel kragt zweifach, der andere dreifach vor. | 45223305 | BW   |
| Vehser Straße 7 52° 37′ 56″ N, 7° 56′ 58″ O | Scheune                  | Die Fachwerkscheune mit zwei Quereinfahrten wurde unter einem Satteldach errichtet. Der eine Giebel kragt zweifach, der andere dreifach vor. | 45223410 | BW   |
| Vehser Straße 7 52° 37′ 57″ N, 7° 56′ 58″ O | Stall                    | Der Fachwerkstall steht unter einem Satteldach. Ein Giebel kragt zweifach vor. | 45223390 | BW   |
| Vehser Straße 7 52° 37′ 58″ N, 7° 57′ 1″ O  | Speicher                 | Der anderthalbgeschossige Fachwerkspeicher wurde um 1800 unter einem Satteldach errichtet. Beide Giebel kragen zweifach vor. | 45223331 | BW   |
| Vehser Straße 7 52° 37′ 58″ N, 7° 56′ 59″ O | Speicher                 | Der zweigeschossige Backsteinspeicher wurde 1861 errichtet und dient heute als Hofladen. | 45223331 | BW   |
| Vehser Straße 7 52° 37′ 59″ N, 7° 57′ 0″ O  | Backhaus                 | Das anderthalbgeschossige Fachwerkgebäude wurde 1787 vermutlich aus den Hölzern eines älteren Bauwerks errichtet und heute als Hofcafé genutzt. | 45223353 |      |
| Vehser Straße 7 52° 37′ 59″ N, 7° 57′ 0″ O  | Garten                   | Der typische Artländer Bauerngarten wird von einer Weißdornhecke und im Übrigen von Buchsbaumbändern eingefasst. Dahinter liegt eine Obstwiese, die selbst von einer Hainbuchenhecke eingefasst wird. Die ursprüngliche Anlage des Gartens wird auf die Zeit um 1900 datiert. | 51707123 | BW   |
| Vehser Straße 7a 52° 38′ 1″ N, 7° 57′ 1″ O  | Wohn-/Wirtschaftsgebäude | Das Zweiständer-Hallenhaus wurde zwischen 1780 und 1820 als Heuerhaus für den Hof Elting unter einem Satteldach errichtet. | 48894499 | BW   |

### Gruppe: Hof Wrocklage, ehemals Roeßmann
Die Gruppe „Hof Wrocklage, ehemals Roeßmann“ ist eine dreiseitige, umschlossene Hofanlage mit hohem Baumbestand und Garten. Die Gruppe hat die ID 45241522.

| Lage                                       | Bezeichnung              | Beschreibung | ID       | Bild |
| ------------------------------------------ | ------------------------ | --- | -------- | ---- |
| Vehser Straße 8 52° 38′ 6″ N, 7° 56′ 51″ O | Wohn-/Wirtschaftsgebäude | Das Zweiständer-Hallenhaus wurde 1799 auf dem Hof Wrocklage (ehemals Roeßmann) unter einem Satteldach errichtet. Wohn- und Wirtschaftsgiebel kragen jeweils dreifach vor.            | 45241538 | BW   |
| Vehser Straße 8 52° 38′ 5″ N, 7° 56′ 51″ O | Scheune                  | Die Fachwerkscheune mit zwei Querdurchfahrten wurde 1864 unter einem Satteldach errichtet.                                                                                           | 45241606 | BW   |
| Vehser Straße 8 52° 38′ 4″ N, 7° 56′ 52″ O | Scheune                  | Die Fachwerkscheune mit zwei Querdurchfahrten wurde 1803 unter einem Satteldach errichtet und 1910 umgebaut.                                                                         | 45241719 | BW   |
| Vehser Straße 8 52° 38′ 5″ N, 7° 56′ 52″ O | Stall                    | Der Fachwerkstall mit zwei Zwerchgiebeln wurde im ausgehenden 19. Jahrhundert unter einem Satteldach errichtet.                                                                      | 45241579 | BW   |
| Vehser Straße 8 52° 38′ 5″ N, 7° 56′ 52″ O | Speicher                 | Der zweigeschossige Lehmspeicher wurde 1566 (später auch als Backhaus) unter einem Satteldach errichtet. Das Kerngerüst stammt aus dem 17. Jahrhundert. Ein Backofen wurde angebaut. | 45241579 | BW   |

### Gruppe: Hof Wingmann
Die Gruppe „Hof Wingmann“ ist eine mehrseitige, umschlossene Hofanlage mit hohem Baumbestand. Die Gruppe hat die ID 45241854.

| Lage                                        | Bezeichnung              | Beschreibung | ID       | Bild |
| ------------------------------------------- | ------------------------ | --- | -------- | ---- |
| Vehser Straße 11 52° 38′ 8″ N, 7° 56′ 37″ O | Wohn-/Wirtschaftsgebäude | Das Zweiständer-Hallenhaus wurde 1718 unter einem Satteldach errichtet. Wohn- und Wirtschaftsgiebel kragen jeweils dreifach vor.                                         | 45221364 | BW   |
| Vehser Straße 11 52° 38′ 6″ N, 7° 56′ 37″ O | Scheune                  | Die Fachwerkscheune von 1890 mit zwei Querdurchfahrten steht unter einem Satteldach. Beide Giebel kragen jeweils dreifach vor.                                           | 45242018 | BW   |
| Vehser Straße 11 52° 38′ 7″ N, 7° 56′ 36″ O | Stall                    | Der Fachwerkstall mit einem Zwerchgiebel steht unter einem Satteldach. Der vordere Giebel kragt zweifach vor.                                                            | 45241907 | BW   |
| Vehser Straße 11 52° 38′ 8″ N, 7° 56′ 37″ O | Speicher                 | Der anderthalbgeschossige Fachwerkspeicher wurde 1780 aus den Hölzern eines älteren Gebäudes (1730?) errichtet und dann 1887 umgebaut. Beide Giebel kragen zweifach vor. | 45241947 | BW   |
| Vehser Straße 11 52° 38′ 6″ N, 7° 56′ 37″ O | Wagenschauer/Remise      | Der Wagenschauer ist eine Fachwerkkonstruktion unter einem Pultdach. Daneben steht ein Brunnen mit Sandsteineinfassung und nicht mehr lesbarer Inschrift.                | 45242076 | BW   |

### Gruppe: Hof Gerding
Die Gruppe „Hof Gerding“ ist eine offene Hofanlage, die von einem hohen Baumbestand umgeben wird. Die Gruppe hat die ID 45252386.

| Lage                                         | Bezeichnung              | Beschreibung | ID       | Bild |
| -------------------------------------------- | ------------------------ | --- | -------- | ---- |
| Vehser Straße 17 52° 38′ 33″ N, 7° 56′ 25″ O | Wohn-/Wirtschaftsgebäude | Das Zweiständer-Hallenhaus wurde 1745 unter einem Satteldach errichtet. An das Gebäude ist ein zweigeschossiges Wohnhaus angebaut.                                        | 45252415 | BW   |
| Vehser Straße 17 52° 38′ 33″ N, 7° 56′ 24″ O | Scheune                  | Die Fachwerkscheune wurde 1746 unter einem Satteldach errichtet und 1869 umgebaut.                                                                                        | 45252462 | BW   |
| Vehser Straße 17 52° 38′ 32″ N, 7° 56′ 23″ O | Scheune                  | Die Fachwerkscheune mit einer Tordurchfahrt wurde unter einem Halbwalmdach errichtet.                                                                                     | 45252487 | BW   |
| Vehser Straße 17 52° 38′ 33″ N, 7° 56′ 26″ O | Speicher                 | Der zweigeschossige Fachwerkspeicher wurde 1693 errichtet. Der Abbruch des Gebäudes erfolgte vor 2020, woraufhin das Gebäude aus dem Denkmalverzeichnis gestrichen wurde. | 49265795 | BW   |

### Gruppe: Hof Thomann-Ahrenhorst
Die Gruppe „Hof Thomann-Ahrenhorst“ ist eine mehrseitige Hofanlage mit einer alleeartigen Zufahrt. Ein hoher Baumbestand umgibt den Hof. Die Gruppe hat die ID 45252526.

| Lage                                         | Bezeichnung              | Beschreibung                                                                              | ID       | Bild |
| -------------------------------------------- | ------------------------ | ----------------------------------------------------------------------------------------- | -------- | ---- |
| Vehser Straße 22 52° 38′ 58″ N, 7° 55′ 45″ O | Wohn-/Wirtschaftsgebäude | Das Zweiständer-Hallenhaus wurde 1704 unter einem Satteldach errichtet und 1798 umgebaut. | 45252539 | BW   |
| Vehser Straße 22 52° 38′ 56″ N, 7° 55′ 46″ O | Scheune                  | Die Fachwerkscheune wurde 1827 unter einem Satteldach errichtet und 1894 umgebaut.        | 45252566 | BW   |
| Vehser Straße 22 52° 38′ 57″ N, 7° 55′ 45″ O | Stall                    | Der Fachwerkstall steht unter einem Satteldach.                                           | 45252588 | BW   |
| Vehser Straße 22 52° 38′ 57″ N, 7° 55′ 47″ O | Stall                    | Der Fachwerkstall steht unter einem Satteldach.                                           | 45252611 | BW   |

### Einzeldenkmale
| Lage                                      | Bezeichnung              | Beschreibung | ID       | Bild |
| ----------------------------------------- | ------------------------ | --- | -------- | ---- |
| Bornhagenweg 4 52° 39′ 7″ N, 7° 55′ 35″ O | Wohn-/Wirtschaftsgebäude | Das Zweiständer-Hallenhaus wurde um 1760 als Heuerhaus für den Hof Engberding-Ahrenhorst unter einem Satteldach errichtet. | 45221256 | BW   |
| Burgstraße 1 52° 37′ 39″ N, 7° 56′ 49″ O  | Wohn-/Wirtschaftsgebäude | Das Zweiständer-Hallenhaus wurde als Heuerhaus für den Hof Bußmeyer unter einem Satteldach errichtet.                      | 45221446 | BW   |
| Vehser Damm 52° 37′ 41″ N, 7° 56′ 25″ O   | Brücke                   | 1900 wurde die Sandsteinbrücke mit zwei Durchlässen und Mittelpfeiler der heutigen Kreisstraße 132.                        | 48889785 | BW   |

### Ehemalige Gruppe: Hof Giese
Die Gruppe „Hof Giese“ bestand aus einem Wohn-/Wirtschaftsgebäude und einer Scheune. Die Gebäude waren von einem hohen Baumbestand umgeben. Nach einem Brand war die Gebäude aus dem Denkmalverzeichnis entfernt worden. Die Gruppe hatte die ID 45372895 (wohl versehentlich auch unter der ID 51544381 erfasst).

| Lage                                         | Bezeichnung              | Beschreibung | ID       | Bild |
| -------------------------------------------- | ------------------------ | --- | -------- | ---- |
| Vehser Straße 21 52° 38′ 47″ N, 7° 55′ 49″ O | Wohn-/Wirtschaftsgebäude | Das Zweiständer-Hallenhaus wurde als sog. Kötterhaus 1807 unter einem Satteldach errichtet. 2015 wurde das Gebäude nach einem Brand aus dem Denkmalverzeichnis gestrichen. | 45242318 | BW   |

### Ehemalige Baudenkmale
| Lage                                          | Bezeichnung              | Beschreibung | ID       | Bild |
| --------------------------------------------- | ------------------------ | --- | -------- | ---- |
| Bekefords Damm 5 52° 38′ 29″ N, 7° 55′ 37″ O  | Hofanlage                | Die mehrseitige und umschlossene Hofanlage Wielage unter hohen Eichen besteht aus dem Wohn-/Wirtschaftsgebäude sowie einer Scheune, einem Stall, einem Backhaus und einer Maschinenhalle. Wegen der Veränderungen wurde der Hof ab 1986 nicht mehr im Denkmalverzeichnis geführt. | 48890737 | BW   |
| Bornhagenweg 3 52° 39′ 2″ N, 7° 55′ 40″ O     | Hofanlage                | Die Hofanlage Engberding-Ahrenhorst mit Garten und unter hohen Eichen besteht aus dem Wohn-/Wirtschaftsgebäude mit zwei Scheunen, einem Stall, einem Wagenschauer und einem Schuppen. Wegen der Veränderungen wurde der Hof ab 1986 nicht mehr im Denkmalverzeichnis geführt.     | 48890716 | BW   |
| Fangstraße 1 52° 37′ 35″ N, 7° 56′ 38″ O      | Wohn-/Wirtschaftsgebäude | Das Zweiständer-Hallenhaus wurde 1706 als Heuerhaus für den Hof Elting errichtet und 1829 umgebaut. Der Wirtschaftsgiebel kragt zweifach vor. Wegen der Veränderungen wurde das Gebäude seit 1986 nicht mehr im Denkmalverzeichnis geführt.                                       | 48889752 | BW   |
| Piepenweg 52° 37′ 50″ N, 7° 55′ 55″ O         | Wohn-/Wirtschaftsgebäude | Das Zweiständer-Hallenhaus wurde 1722 als Heuerhaus für den Hof Wingmann errichtet und im 19. Jahrhundert umgebaut. Das Gebäude wurde 1995 zum Abbruch freigegeben und aus dem Denkmalverzeichnis entfernt.                                                                       | 48889752 | BW   |
| Vehser Straße 14 52° 38′ 11″ N, 7° 56′ 32″ O  | Wohn-/Wirtschaftsgebäude | Das Zweiständer-Hallenhaus wurde als Heuerhaus 1889 für den Hof Brundert errichtet und erheblich umgebaut. Wegen der Veränderungen wurde es ab 1986 nicht mehr im Denkmalverzeichnis geführt. Das Gebäude wurde versehentlich auch unter der ID 51577018 erfasst.                 | 48889673 | BW   |
| Vehser Straße 15 52° 38′ 14″ N, 7° 56′ 55″ O  | Wohn-/Wirtschaftsgebäude | Das Zweiständer-Hallenhaus wurde als Heuerhaus im 19. Jahrhundert für den Hof Volkert (ehemals Gerding) errichtet. Das Gebäude wurde 1983 mit Genehmigung abgebrochen und aus dem Denkmalverzeichnis gestrichen.                                                                  | 51680119 | BW   |
| Vehser Straße 22a 52° 38′ 52″ N, 7° 55′ 49″ O | Wohn-/Wirtschaftsgebäude | Das Zweiständer-Hallenhaus von 1732 wurde als Heuerhaus für den Hof Thomann-Ahrenhorst errichtet. Nach Brand wurde das Gebäude 2007 aus dem Denkmalverzeichnis gestrichen. | 36995130 | BW   |